# Товмасар
Товмасар (вірм. Թովմասար) — село у Кашатазькому районі Нагірно-Карабаської Республіки. Село розміщене за 44 км на південь від районного центру, міста Бердзора. Село підпорядковується сільраді села Айґеховіт.
20 червня 2011 р. село відвідав президент Нагірно-Карабаської Республіки Саакян Бако Саакович.